# Hermann Markl
Hermann Markl (* 8. Juni 1908 in Radldorf; † 2000) war ein deutscher Jurist, der 1942 in Nürnberg als Staatsanwalt am Todesurteil gegen Leo Katzenberger wegen „Rassenschande“ mitwirkte.

## Leben
Hermann Markl trat zum 1. Mai 1933 der NSDAP (Mitgliedsnummer 3.620.356) und 1934 der SA bei. Als Staatsanwalt klagte er 1942 den jüdischen Schuhwarenhändler Leo Katzenberger wegen angeblicher „Rassenschande“ an. In seiner Anklage bezeichnete Markl Katzenberger unter anderem als „gefährlichen Volksfeind“, auch seien „die Juden unser Unglück“ und „am Kriege schuld“. Katzenberger wurde vom Sondergericht Nürnberg unter Leitung von Oswald Rothaug zum Tode verurteilt und im Juni 1942 hingerichtet. „Rassenschande“ wurde üblicherweise mit Zuchthaus bestraft; das Strafmaß gegen Katzenberger ist eins von nur fünf bekannten Todesurteilen wegen dieses „Delikts“. Insgesamt war Markl am Sondergericht Nürnberg an mindestens 85 Todesurteilen beteiligt.
Nach Kriegsende sagte Markl 1947 als Zeuge im Juristenprozess gegen Oswald Rothaug aus. In dem Nürnberger Nachfolgeprozess wurde Rothaug unter anderem wegen des Katzenberger-Urteils erst zu lebenslanger Haft verurteilt und später begnadigt. 1951 wurde Markl in Bayern als Amtsrichter wieder eingestellt und nach vier Jahren zum Oberlandesgerichtsrat befördert. Er arbeitete als Richter am Oberlandesgericht München, wo er 1962 vorzeitig pensioniert wurde, nachdem seine Rolle im Katzenberger-Prozess durch den Film Das Urteil von Nürnberg ins Licht der Öffentlichkeit geriet, und Studenten in München gegen ihn demonstrierten. Markl erhielt eine ungekürzte Pension und wirkte als Vormund für die Katholische Jugendfürsorge in München. „Ein Strafverfahren gegen ihn wegen des Falles Katzenberger wurde frühzeitig eingestellt, weil er, wie es hieß, nur auf Weisung gehandelt habe“(Kohl 1999, 382).
Markl war seit 1927 Mitglied der katholischen Studentenverbindung KDStV Radaspona Regensburg, später wurde er noch Mitglied der KDStV Vindelicia München.